# Tour of Britain 2012
Il Tour of Britain 2012, nona edizione della corsa, si svolse dal 9 al 16 settembre 2012 su un percorso di 1350 km ripartiti in 8 tappe, con partenza da Ipswich e arrivo a Guildford. Fu vinto dal britannico Jonathan Tiernan-Locke della Endura Racing davanti all'australiano Nathan Haas e all'italiano Damiano Caruso.

## Tappe
| Tappa  | Data         | Percorso                        | km    | Vincitore di tappa | Leader cl. generale    |
| ------ | ------------ | ------------------------------- | ----- | ------------------ | ---------------------- |
| 1ª     | 9 settembre  | Ipswich > Norfolk               | 199,6 | Luke Rowe          | Luke Rowe              |
| 2ª     | 10 settembre | Nottingham > Knowsley           | 177,8 | Leigh Howard       | Boy van Poppel         |
| 3ª     | 11 settembre | Jedburgh > Dumfries             | 161,4 | Mark Cavendish     | Leigh Howard           |
| 4ª     | 12 settembre | Carlisle > Blackpool            | 156   | Mark Cavendish     | Mark Cavendish         |
| 5ª     | 13 settembre | Stoke-on-Trent > Stoke-on-Trent | 146,9 | Marc de Maar       | Leigh Howard           |
| 6ª     | 14 settembre | Welshpool > Caerphilly          | 189,8 | Leopold König      | Jonathan Tiernan-Locke |
| 7ª     | 15 settembre | Barnstaple > Dartmouth          | 170,7 | Pablo Urtasun      | Jonathan Tiernan-Locke |
| 8ª     | 16 settembre | Reigate > Guildford             | 147,7 | Mark Cavendish     | Jonathan Tiernan-Locke |
| Totale | Totale       | Totale                          | 1350  |                    |                        |

## Dettagli delle tappe

### 1ª tappa
- 9 settembre: Ipswich > Norfolk – 199,6 km

| Pos. | Corridore       | Squadra          | Tempo    |
| ---- | --------------- | ---------------- | -------- |
| 1    | Luke Rowe       | Sky              | 4h51'05" |
| 2    | Boy van Poppel  | UnitedHealthcare | s.t.     |
| 3    | Russell Downing | Endura Racing    | s.t.     |

| Pos. | Corridore      | Squadra          | Tempo    |
| ---- | -------------- | ---------------- | -------- |
| 1    | Luke Rowe      | Sky              | 4h50'55" |
| 2    | Rony Martias   | Saur-Sojasun     | a 3"     |
| 3    | Boy van Poppel | UnitedHealthcare | a 4"     |

### 2ª tappa
- 10 settembre: Nottingham > Knowsley – 177,8 km

| Pos. | Corridore      | Squadra          | Tempo    |
| ---- | -------------- | ---------------- | -------- |
| 1    | Leigh Howard   | Orica            | 4h31'09" |
| 2    | Mark Cavendish | Sky              | s.t.     |
| 3    | Boy van Poppel | UnitedHealthcare | s.t.     |

| Pos. | Corridore      | Squadra          | Tempo    |
| ---- | -------------- | ---------------- | -------- |
| 1    | Boy van Poppel | UnitedHealthcare | 9h22'04" |
| 2    | Leigh Howard   | Orica            | s.t.     |
| 3    | Luke Rowe      | Sky              | a 1"     |

### 3ª tappa
- 11 settembre: Jedburgh > Dumfries – 161,4 km

| Pos. | Corridore      | Squadra | Tempo    |
| ---- | -------------- | ------- | -------- |
| 1    | Mark Cavendish | Sky     | 3h54'30" |
| 2    | Leigh Howard   | Orica   | s.t.     |
| 3    | Aidis Kruopis  | Orica   | s.t.     |

| Pos. | Corridore      | Squadra          | Tempo     |
| ---- | -------------- | ---------------- | --------- |
| 1    | Leigh Howard   | Orica            | 13h16'28" |
| 2    | Mark Cavendish | Sky              | s.t.      |
| 3    | Boy van Poppel | UnitedHealthcare | a 4"      |

### 4ª tappa
- 12 settembre: Carlisle > Blackpool – 156 km

| Pos. | Corridore       | Squadra      | Tempo    |
| ---- | --------------- | ------------ | -------- |
| 1    | Mark Cavendish  | Sky          | 3h51'33" |
| 2    | Steele Von Hoff | Garmin-Sharp | s.t.     |
| 3    | Leigh Howard    | Orica        | s.t.     |

| Pos. | Corridore      | Squadra          | Tempo     |
| ---- | -------------- | ---------------- | --------- |
| 1    | Mark Cavendish | Sky              | 17h07'51" |
| 2    | Leigh Howard   | Orica            | a 6"      |
| 3    | Boy van Poppel | UnitedHealthcare | a 14"     |

### 5ª tappa
- 13 settembre: Stoke-on-Trent > Stoke-on-Trent – 146,9 km

| Pos. | Corridore      | Squadra          | Tempo    |
| ---- | -------------- | ---------------- | -------- |
| 1    | Marc de Maar   | UnitedHealthcare | 3h30'26" |
| 2    | Sep Vanmarcke  | Garmin-Sharp     | a 15"    |
| 3    | Boy van Poppel | UnitedHealthcare | s.t.     |

| Pos. | Corridore      | Squadra          | Tempo     |
| ---- | -------------- | ---------------- | --------- |
| 1    | Leigh Howard   | Orica            | 20h38'35" |
| 2    | Boy van Poppel | UnitedHealthcare | a 7"      |
| 3    | Sep Vanmarcke  | Garmin-Sharp     | a 17"     |

### 6ª tappa
- 14 settembre: Welshpool > Caerphilly – 189,8 km

| Pos. | Corridore              | Squadra       | Tempo    |
| ---- | ---------------------- | ------------- | -------- |
| 1    | Leopold König          | NetApp        | 4h38'02" |
| 2    | Jonathan Tiernan-Locke | Endura Racing | a 2"     |
| 3    | Nathan Haas            | Garmin-Sharp  | a 19"    |

| Pos. | Corridore              | Squadra       | Tempo     |
| ---- | ---------------------- | ------------- | --------- |
| 1    | Jonathan Tiernan-Locke | Endura Racing | 25h16'57" |
| 2    | Leigh Howard           | Orica         | a 13"     |
| 3    | Nathan Haas            | Garmin-Sharp  | a 18"     |

### 7ª tappa
- 15 settembre: Barnstaple > Dartmouth – 170,7 km

| Pos. | Corridore     | Squadra          | Tempo    |
| ---- | ------------- | ---------------- | -------- |
| 1    | Pablo Urtasun | Euskaltel        | 4h20'31" |
| 2    | Marc de Maar  | UnitedHealthcare | s.t.     |
| 3    | Ivan Basso    | Liquigas         | s.t.     |

| Pos. | Corridore              | Squadra       | Tempo     |
| ---- | ---------------------- | ------------- | --------- |
| 1    | Jonathan Tiernan-Locke | Endura Racing | 29h38'14" |
| 2    | Nathan Haas            | Garmin-Sharp  | a 18"     |
| 3    | Damiano Caruso         | Liquigas      | a 23"     |

### 8ª tappa
- 16 settembre: Reigate > Guildford – 147,7 km

| Pos. | Corridore      | Squadra          | Tempo    |
| ---- | -------------- | ---------------- | -------- |
| 1    | Mark Cavendish | Sky              | 3h33'05" |
| 2    | Boy van Poppel | UnitedHealthcare | s.t.     |
| 3    | Fabio Sabatini | Liquigas         | s.t.     |

| Pos. | Corridore              | Squadra       | Tempo     |
| ---- | ---------------------- | ------------- | --------- |
| 1    | Jonathan Tiernan-Locke | Endura Racing | 33h11'22" |
| 2    | Nathan Haas            | Garmin-Sharp  | a 18"     |
| 3    | Damiano Caruso         | Liquigas      | a 23"     |

## Classifiche finali

### Classifica generale
| Pos. | Corridore              | Squadra             | Tempo     |
| ---- | ---------------------- | ------------------- | --------- |
| 1    | Jonathan Tiernan-Locke | Endura Racing       | 33h11'22" |
| 2    | Nathan Haas            | Garmin-Sharp        | a 18"     |
| 3    | Damiano Caruso         | Liquigas-Cannondale | a 23"     |
| 4    | Leigh Howard           | Orica-GreenEDGE     | a 1'02"   |
| 5    | Christopher Jones      | UnitedHealthcare    | a 1'12"   |
| 6    | Bartosz Huzarski       | Team NetApp         | a 2'01"   |
| 7    | David Lelay            | Saur-Sojasun        | s.t.      |
| 8    | Boy van Poppel         | UnitedHealthcare    | a 2'14"   |
| 9    | Christian Knees        | Sky Procycling      | a 2'35"   |
| 10   | Jérôme Coppel          | Saur-Sojasun        | a 4'30"   |